# Pic à calotte brune
Yungipicus nanus
Espèce
Synonymes
- Dendrocopos nanus
- Picoides nanus
- Dendrocopos moluccensis nanus

Statut de conservation UICN

 LC  : Préoccupation mineure
Le Pic à calotte brune (Dendrocopos nanus) est une espèce d'oiseaux de la famille des Picidae. Il est considéré par certains auteurs comme une espèce particulière.
Son aire s'étend à travers l'Asie du Sud.